# Simbol
|  | No s'ha de confondre amb símbol. |

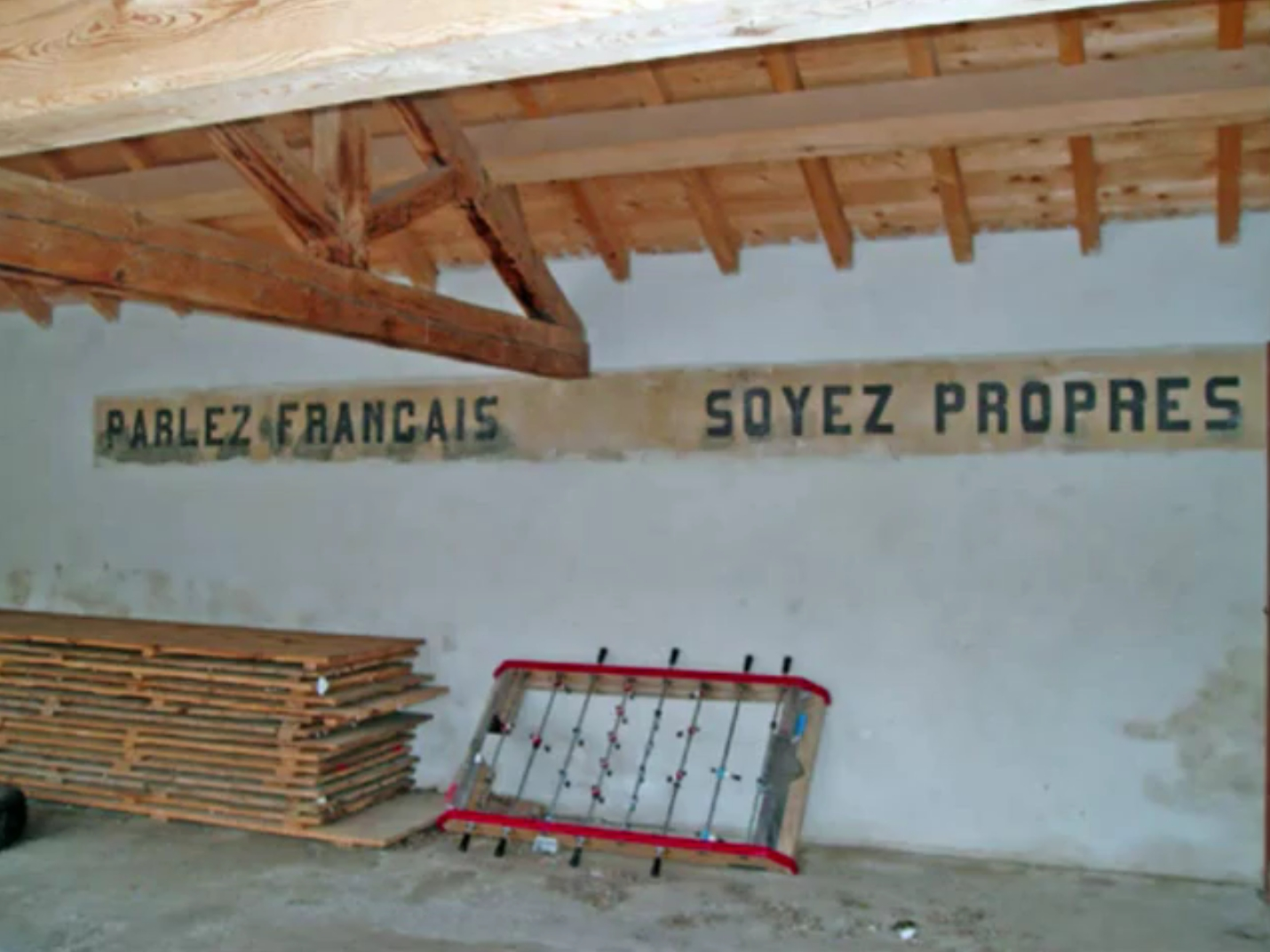
"Parleu francès, no us embruteu" a una escola nord-catalana

El simbol, també anomenat senhal, sabot o vache (rossí), en bretó ar veroc’h, era un objecte usat en l'ensenyament francès per tal d'erradicar les parles autòctones. Fou especialment utilitzat a Bretanya, País Basc, Catalunya Nord i Occitània.
El mestre el donava a un alumne cada cop que el sentia dir alguna paraula en patois (llengua diferent del francès). El pobre desafortunat havia de procurar, abans d'acabar la classe, encolomar-lo a un altre alumne descurat que hagués fet el mateix que ell. Aquell que tingués el senhal en acabar la classe, havia de fer alguna tasca especialment humiliant, com escombrar el pati o netejar els esborradors. El sabot era en inici un esclop, que s'usava d'aquesta manera i que ha donat la paraula sabotatge.
Segons el testimoni de l'inspector d'escoles Carré del 1888, s'indignava perquè un francès podia recórrer setmanes el camp d'Armòrica sense trobar un ésser humà amb el qual no es pogués entendre si no era per signes. També es veien anuncis als carrers bretons on deien Il est interdit de parler breton et de cracher sur la terre (És prohibit parlar en bretó i escopir a terra).